# جان کانتی
جان کانتِـی (انگلیسی: John Conte؛ ۱۵ سپتامبر ۱۹۱۵ – ۴ سپتامبر ۲۰۰۶) بازیگر اهل ایالات متحده آمریکا بود.
از فیلم‌ها یا برنامه‌های تلویزیونی که وی در آن نقش داشته است می‌توان به مرد بازو طلایی و تازه‌به‌دوران‌رسیده‌ها اشاره کرد.